# 奧爾洛夫卡河 (楚科奇自治區)
66°44′N 164°54′E / 66.733°N 164.900°E
奧爾洛夫卡河（俄语：Орловка），是俄羅斯的河流，位於該國東北部楚科奇自治區，屬於大阿紐伊河的左支流，河道全長127公里，流域面積2,450平方公里。